# ادم سحابا
ادم صحابہ (به انگلیسی: Adam Sahaba) در پاکستان است که در punjab (pakistan) واقع شده‌است.